# Акантамёбный кератит
Акантамёбный кератит — редкое заболевание, при котором в роговицу глаза проникают амёбы Acanthamoeba. Это может привести к необратимым нарушениям зрения или слепоте.

## Причины
В Соединённых Штатах и в России почти всегда связано с использованием контактных линз, а  Acanthamoeba  может выжить в пространстве между линзой и глазом. Поэтому контактные линзы необходимо надлежащим образом дезинфицировать перед тем как надевать, и снимать при плавании или серфинге.
Тем не менее в других странах мира многие случаи акантамёбного кератита в настоящее время есть и у тех, кто не носит контактные линзы.

## Диагностика
Чтобы обнаружить Acanthamoeba на контактной линзе в лаборатории, контактные линзы помещают на солевую пластину, засеянную грамотрицательными бактериями, такими как кишечная палочка. Если Acanthamoeba присутствуют, то они будут быстро размножаться и становиться видимыми на пластине под увеличением 10-20x в инвертированном микроскопе. Для подтверждения диагноза также может использоваться полимеразная цепная реакция, особенно если контактные линзы не использовались. На поздних стадиях заболевания могут наблюдаться кольцевые язвы роговицы.

## Проявления
Признаки и симптомы включают сильную боль, тяжелый кератит (аналогично герпетической болезни стромы),  периневрит роговицы и кольцевые язвы (в конце процесса заболевания).

## Лечение
Обработка с использованием PHMB (Полигексанид)
Также показал некоторую эффективность пропамидин изотионат.
Другой возможный агент — хлоргексидин.
Иногда может потребоваться пересадка роговицы.
Может также использоваться комбинированный режим из пропамидина, нитрата миконазола, и неомицина.